# アデレード・オーバーン
アデレード・オーバーン(英: Adelaide O-Bahn)はオーストラリア南オーストラリア州アデレードの都心の北東に位置するハックニー (Hackney) から都心より10kmあまり北東に位置するモッドベリーまでを結ぶ全長12kmのガイドウェイバスシステムである。運営主体であるアデレード・メトロは世界最長・最速のガイドウェイバスであるとしている。オーバーン・システムは、西ドイツのエッセンで路面電車のトンネルを共有し交通渋滞を避けることが可能なバスシステムとして、ダイムラー・ベンツによって構想された。

## 概要
アデレード・オーバーンは、急速に拡大しているティーツリーガリー市などの北東部郊外に公共交通を提供するために、1986年に導入された。オーバーンのバス軌道はバスと鉄道両方の要素を兼ね備えた専用の線路が備え付けられている。この線路は12 kmの長さがあり、モッドベリーのクレムジグ駅、パラダイス駅、ティーツリープラザ駅の3駅を含んでいる。これらの駅でバスがバス軌道を出入りできるとともに、旅客がバスを乗り降りすることもでき、乗客は乗り換えすることなく移動できる。このバスは最高100 km/hで運行できるが、2016年以降85 km/hに制限されている。アデレード市中心部からティー・ツリー・プラザ駅までの15分間の距離で1時間に18,000人の乗客を運送する。2015年には、平日1日あたり約31,000人を輸送した。2017年の延伸区間では、アデレード市中心部に入るために横切る交差点の数を減らすために、市街地で670 mのトンネルを開通させた。
オーバーンのバス路線網が発達したことにより、荒廃した都市の下水状態であったトレンズ・リニアパークが魅力的な公共のオープンスペースへと開発され、モッドベリー北東端周辺の都市開発のきっかけとなった。

## 背景

### 整備計画
アデレードでは第二次世界大戦以降1950年代から1960年代にかけて急速に郊外の都市化が進み、人口は1944年から1965年までに倍増し、自家用車の登録台数は43倍にまで増加した。1955年に、当時の下院議員であったシア・トーマス・プレイフォードは都市計画委員会を設立し、アデレードをさらに発展させるために調整した計画を委員会に委託した。その結果、98 kmの道路の改善を含む、300ページにも及ぶ"Report on the Metropolitan Area of Adelaide 1962" という30年分の開発計画が策定された。プレイフォードは1965年の議員退任の直前に、交通改善のためのより詳細な調査を依頼した。
1968年に、アデレードは計156 kmにも及ぶ10本の高速道路を建設するアデレード市街交通調査(MATS)計画を策定した。MATS計画は何千件にも及ぶ用地を買収し、郊外の多くの用地がインターチェンジにされることになるため、多くの市民の反感を買うことになった。議会で論戦となり、オーストラリア国外における高速道路の渋滞のイメージが広がってさらに憤激を買うことになった。にもかかわらず、1969年初めに州知事のスティール・ホールはMATSの改正案の実施を承認し、州政府は提案された高速道路建設予定地に沿って物件の買収を開始した。1969年中頃には、州政府は計画に反対する野党と協議した結果、計画していた10本の高速道路のうち、2本の建設を撤回した後、推進派であった当時の州知事・スティール・ホールは落選し、新たに就任したドン・ダンスタン率いる新政権はMATS計画を事実上棚に上げ、10年後まで高速道路の建設を凍結した。この時すでに買収していた用地は将来的な使用も踏まえて残されていた。
1970年台半ばまで、北東部の郊外では輸送手段が問題となっていた。ティーツリーガリー市の人口は1954年から1971年にかけて2,500人から35,000人へと増加した。トレンズ川に沿ってアデレードからモッドベリーへ通じる回廊状の土地は、MATS計画でモッドベリー高速道路の用地として購入されたもので、1973年に州の運輸省長官が、アデレード市内の鉄道と郊外を接続するヘビーレールの建設を提案した際に、その候補地となった。その後、「アデレード北東部の交通調査」(NEAPTR)という調査において、ヘビーレールやライトレール、ガイドレールバス、高速道路での効果を検討し、最終的にはライトレールかガイドウェイバスが最も実現可能であると結論付けられた。州政府は、グレネルグ・トラムを延長する形でライトレールを敷設するという提案を行った。この新ルートはビクトリアスクエアにある終点からキングウィリアム通りを進み、アデレードパークランズを通ってからモッドベリーに続くものであった。このライトレールは、駅でフィーダーバスと接続し、利用客を郊外へと運ぶ予定であった。老朽化したH形車両に代わるライトレール用の新たな車両の購入も予定されていた。
この計画に多くの市民が反対した。アデレード市議会も、この計画が良く整えられたアデレード市の都市計画と支障するとして反対した。州政府はこれに応じ、アデレード市街地の地下を直行するように計画を変更したものの、かなりの費用がかかることが懸念された。セントピーターズといった中心部にある住宅街の住民は、ライトレールの車両が地下を走ることによる騒音を懸念し、またモッドベリー回廊におけるトレンズ川峡谷の断絶に反対して、この問題に抗議した。トンネルの試掘は開始されたものの、ライトレール計画は州知事・デイビッド・トンキンに運輸大臣として任命された、計画反対派のマイケル・ウィルソンによって1980年に凍結された。
新しい州政府はライトレール計画の代わりとして、ダイムラー・ベンツが西ドイツで開発していたガイドウェイバス・システムの調査のために、専門家を派遣した。オーバーン (O-Bahn) という言葉は、ドイツ語で「バス」という意味をもつOmnibus と、「道路」または「鉄道」を意味するBahnを掛け合わせたものである、オーバーン・システムはエッセンのトラムのトンネルを使って実験されていた。ドイツ当局との幅広い協議の結果、州交通局の技官はオーバーン・システムの運用が可能であると判断した。このシステムは、利用する土地を少なくでき、騒音被害を減らし、速達性を高め、建設コストが少ないという点において、従来のライトレール計画よりもはるかに優れているとみなされており、その上、郊外の通りから市の中心部まで、市街地を通らずに直行できるという独自の特徴が、州政府の注目を集めた。

### 建設
元々の計画では12 kmのうち起点から3 kmのみをオーバーンとして建設し、残りは従来型のバス専用道路として運行する予定であったが、安全上の懸念と市民の反対により、すべての区間をオーバーンとして建設することとなった。1982年に州政府が政権交代したことにより、計画の進行が不確実となった。ジョン・バノン政権は協議した後、計画の第1段階であるアデレード市街地からパラダイス駅までの区間の建設を続行を決定した後、1986年に第2段階であるパラダイス駅からティー・ツリー・プラザ駅までの建設を開始した。計画の総費用は、バスの購入費も含めて9800万ドルであった。
第1段階の工事が完了した1986年のオーバーンの利用客数は400万人以上であり、翌年は30 %増加した。その上、全線開通した1989年8月20日時点で、さらに15 %増加した。1990年代にアデレードの公共交通機関が民営化し、バス、鉄道、トラム全体で利用客数が25 %減少したが、オーバーンはその例によらず、1996年には1日の平均乗員数が1万9500人となり、年間713万人が利用している結果となった。2015年には、平日の平均利用客数は約3万1000人となった。

### 延伸計画

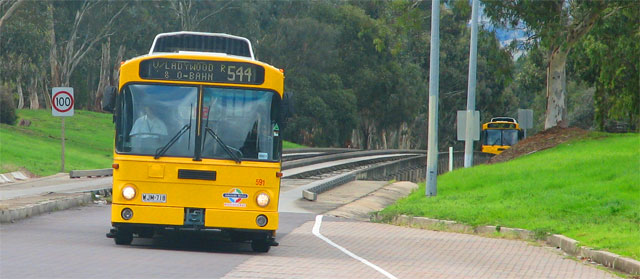
クレムジグ駅に入るバス

オーバーンには、ゴールデングローブへの延伸を中心にさまざまな延伸計画が存在しているが、どれもが協議段階から進展していない。ゴールデン・グローブに向けて延伸するには、回廊状の土地がなく、線路を敷設するための広大な私有地の買収が必要であるため、実現していない。ティー・ツリー・プラザ駅からアデレード・ヒルズまでの8 kmほどの区間には人口のスプロール現象が続いているものの、沿線の人口増加は無視できる範囲である。現在のルートは、グランドジャンクション通りと交差する地点に新駅を作る予定で敷設されたものの、新駅建造は行われていない。
オーバーンの南部への延伸計画が最も注目を集めており、1996年以降、様々な調査や議会の議題の中心に挙がっている。最南端を走るこのルートは中心地から離れており、より中心部を走る鉄道の駅勢圏と被らず、オーバーンが南部を走ることで、オーバーンは既に多い人口と継続的な成長の恩恵を得ることが可能であるからである。
提案されているルートの1つに、市街地からシーフォード線に沿って進み、トンズレイ線に接続するというものがある。オーバーンはそこで終点とし、バスは南部高速道路に乗ってさらに南部へ向かうという計画である。この計画を完成させるにはオーバーンの線路敷設のために、シーフォード線の線路を若干横にずらす必要性がある上に、エマーソン踏切とグッドウッド駅におけるグレネルグトラムとの立体交差の改築が要求された。それによるコストは、1億8200万ドルになると試算されたため、2001年に計画は凍結された。以降、アデレード市はサウス・ロードの改良やグレネルグトラムの延伸実現に注力している。
2009年に計画されたルートは、ハックニー通りからグレンフェル通りやクリー通りに沿って進み、CBDから離れた位置のウエストテラスまで延伸するルートであった。しかし連邦政府は、クイーンズランド州で発生した洪水への対応の一環として、「当初の延伸計画から大幅な範囲を削減した結果、延伸による効果がほぼ見込めなくなった」として計画が中止となった。

### オーバーン・シティ・アクセス・プロジェクト
2015年、運輸・インフラ計画省はオーバーン・シティ・アクセス・プロジェクトに1億6000万ドルを用いることを提案した。この計画は、ハックニー通りの従来の出入り口は維持しつつ、アデレード植物園付近を始点としたガイドウェイバスの線路を、新しいトンネルの入り口で接続するために、ハックニー通りのバス専用レーンの改良を行うという計画である。このトンネルは、ボタニック通りの交差点の地下を通過し、ルンドルパークとルンドル通りの地下で西に曲がり、ライミルパークの地下を通って、改良工事の行われたグレンフェル通りとイーストテラスが接続する交差点に向かうものである。同年後半に建設が開始され、2017年に完成した。2015年10月に、トンネルの設計、建設はニュージーランドの建設会社・マコーネル・ドゥウェルに委託された。SAGEオートメーションは、トンネルの機械的かつ電気的側面の専門技術の提供を行った。トンネルは2017年12月10日に開通し、翌日から暫定的に営業が開始され、12月17日に本格的に稼動が開始された。

## 沿線の発展への影響
オーバーンの完成により、ティーツリープラザ駅周辺地域の公共交通機関や市の中心部へのアクセスしやすさを活用するために、商業やコミュニティ開発を行う集団が移転してくるようになった。市場の必須事項は、周辺地域を住宅地としてではなく、商業地として区画分けしたことによっても支援されている。ティーツリープラザ駅周辺のこの地域はアデレード都市圏にある5つの副都心の1つとされている。
ロバート・セルベロは、オーバーンによるティーツリーガリーの変化を「地域のショッピングモールを中心としたやや不便なニュータウンから、広大な土地利用を特徴とした新興都市へと急速に転換させた。」と評した。大型病院であるモッドベリー病院はティーツリープラザ駅に隣接し、TAFEのトレンズバレー・キャンパスはオーバーンの開通後、オーバーンの路線の東側に接するように移転された。ティーツリープラザ駅から1 km以内には、高校が1つ、小学校が3つ、キリスト教学校が1つ、シニアタウンが3つ存在する。対照的にクレムジグ駅とパラダイス駅の周辺は、低密度住宅地以外の土地利用に対して反対があり、公共交通指向型開発は行われていない。

## 軌道

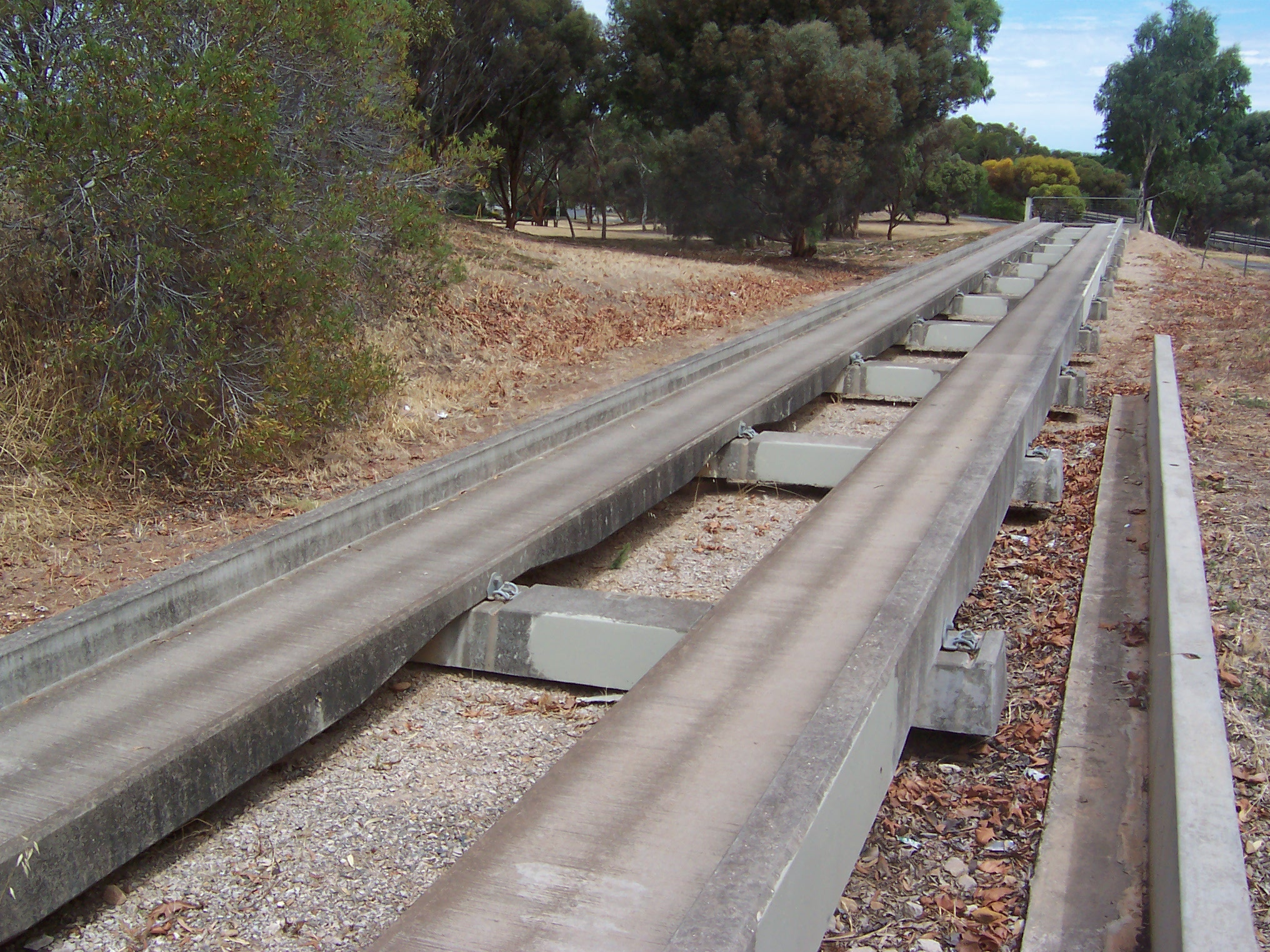
オーバーンのバスのテスト走行に使われる線路

オーバーンの軌道は地面に打ち込まれたパイプとその上に乗せられたコンクリート製枕木、コンクリート製の桁からなっており、トレンズ川沿いの沖積層土壌は高水準の可塑性があって頻繁に移動するため、地面から浮かせて敷設されている。コンクリートパイロンを最大4 mの深さまで地中に埋めて、安定性を確保した。パイロンの上には、線路を支えるコンクリートの枕木がある。パイロンは5,600本の枕木と、12 m間隔で設置された4,200個のプレハブL字型線路を支えるために5,600ヶ所を掘削して設置している。複線の軌道幅は6.2 mである。オーバーンのコンクリートの線路は当初提案された線路よりも狭く軽量化して、土地への負担を減らした。
都心側では、オーバーンはイーストテラスにおいて、グレンフェル通りからパークランドへ東側への延長として始まる。オーバーンは2017年12月に完成した670 mのトンネルに入り、東向きから北向きへと曲線を描き、ボタニック通りとノーステラスの交差点のすぐ北で、ハックニー通りの真ん中のバス車線へと現れる。バス車線は北へ、トレンズ川とイーストパークランドの反対側にあるハックニー通りの当初のオーバーン入口まで続き、そこで急曲線のために制限速度が40 km/hである60 mのトンネルに入る。この速度制限により、後輪、特に連節バスの動力のない車輪が線路に対して滑らないようにしている。クレムジグ駅までは速度は徐々に80 km/hまで加速する。パラダイス駅までの軌道の制限速度は最高で100 km/hであったが、2012年以降は85 km/hにまで制限された。一部の区間では、テスト走行で115 km/hを達成した。平均運行速度は停止しているときも含めて60 km/hである。駅に入るとオーバーンではなくなり、制限速度が40 km/hとなる。駅構内での制限速度は時速20 km/hである。オーバーンはシステム運用の初期段階において裁判所の判決により正確には道路とみなされる。この判決により、南オーストラリア警察はスピードカメラを備え付けることができ、スピード違反者を発見することが出来ている。
他の車がオーバーンに進入すると、入り口に多数の看板があり、線路に乗ると車のオイルパンをはじくサンプバスターによって阻止される。1年間に平均4台の車が線路内に入り、クレーンで取り除いている。

## 路線の概要

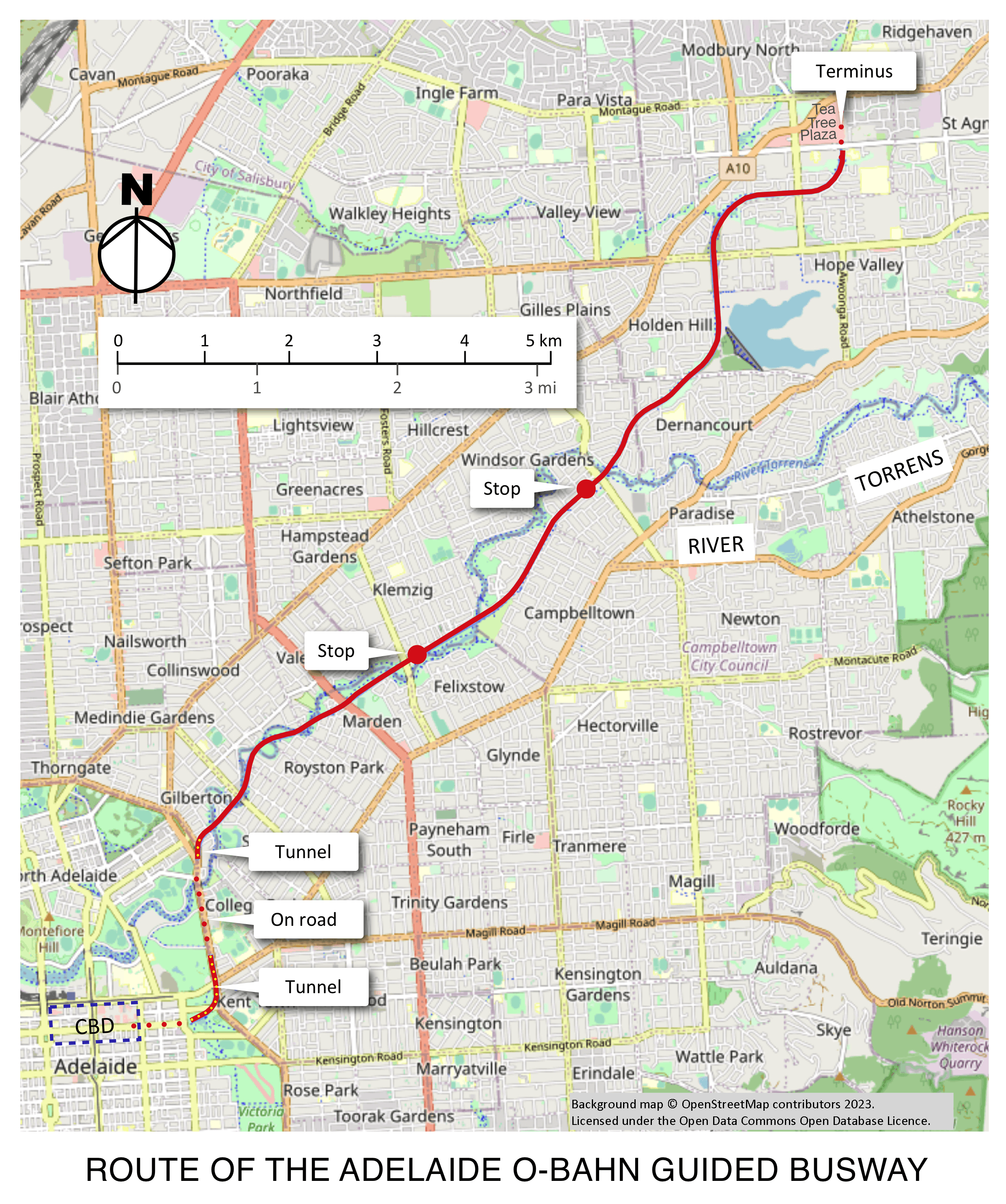
オーバーンの地図

オーバーンの路線は、ほぼ全区間でトレンズ川の河川敷公園内に敷設されており、完全立体交差である。アデレード市中心部のグレンフェル通り沿いを走行し、ライミルパークにあるアデレードパークランズを通り、2017年10月に開通した670 mのトンネルを通ってオーバーンに入る。デケトビルテラスの交差点の北側にあるハックニー通りのトンネルを出ると、専用のバス軌道に入り、北に進む。この広がりに沿って、左側にアデレード植物園、植物公園がある。ハックニー通りは、オーバーンのバス軌道に沿ってトレンズ川の橋を渡り、オーバーンの北側の入り口に向かって東に進む。バス軌道はパーク通りの地下に潜り、北東に向かうバス軌道に加わる。
バス軌道はトレンズ川の谷にほぼ沿っているが、緩やかなカーブを描いている。これは、川とバス軌道の間に公園や住宅があるためかなり頻繁に川を横断することを意味し、川の北側にあるクレムジグ駅まで合計で8回横断する。クレムジグ駅を出てすぐ後に川を横断し、パラダイス駅に到着する前にロシールパークと、バス軌道と川の間の北側に向かってキャンベルタウンとパラダイスの郊外の一部を通る。
パラダイス駅を出るとバス軌道はダーレイ通りを通り、最後にトレンズを通過する。バス軌道が流出する小川に沿って進み、ホープバレー貯水池の北西側を過ぎると、地形は急になる。グランドジャンクション通りの北側を進み、東や北に動きつつガイドウェイバスの終着点であるティーツリープラザ駅のあるウェストフィールド・ティーツリープラザに入る。多くのバスはここから一般道を通って、郊外へと運行している。
| 自治体                         | 場所         | 距離(km) | 駅名                 | 行き先(系統番号)                         | 行き先(系統番号)                         | 備考                                                     |
| ------------------------------ | ------------ | -------- | -------------------- | ---------------------------------------- | ---------------------------------------- | -------------------------------------------------------- |
| ウォーカービル                 | ギルバートン | 0        |                      | ハックニー通りからアデレード市中心部まで | ハックニー通りからアデレード市中心部まで | このバス停からの全ての路線はアデレード市中心部へ向かう。 |
| ポートアデレードエンフィールド | クレムジグ   | 3.1      | クレムジグ駅         | 528                                      | ノースゲート                             |                                                          |
| キャンベルタウン               | パラダイス   | 6.0      | パラダイス駅         | 500                                      | エリザベス駅                             |                                                          |
| キャンベルタウン               | パラダイス   | 6.0      | パラダイス駅         | 501                                      | モーソンレイク                           |                                                          |
| キャンベルタウン               | パラダイス   | 6.0      | パラダイス駅         | 502                                      | サリスバリー駅                           |                                                          |
| キャンベルタウン               | パラダイス   | 6.0      | パラダイス駅         | 503・506・507・556・557・559             | ティーツリープラザ駅                     |                                                          |
| ティーツリーガリー市           | マドバリー   | 12.1     | ティーツリープラザ駅 | 541・542X                                | フェアービューパーク                     |                                                          |
| ティーツリーガリー市           | マドバリー   | 12.1     | ティーツリープラザ駅 | 543X                                     | サリーダウンズ                           |                                                          |
| ティーツリーガリー市           | マドバリー   | 12.1     | ティーツリープラザ駅 | 544X・545X・548                          | ゴールデングローブ                       |                                                          |
| ティーツリーガリー市           | マドバリー   | 12.1     | ティーツリープラザ駅 | 546                                      | パラヒルズ                               |                                                          |

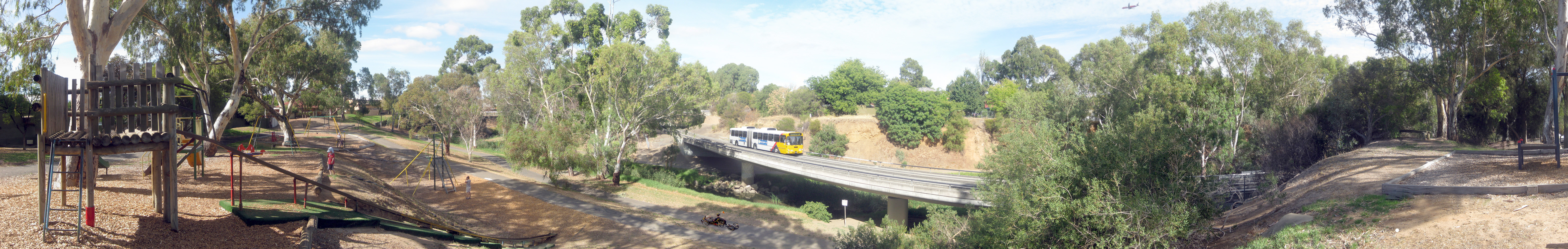
オーバーンの線路とセント・ピーターズのダンスタン・アドベンチャー・プレイグラウンド内のトレンズ川を横切るバスを示す180°のパノラマ写真

この表に書かれた全ての路線はアデレード市の中心部を終着点として接続しているが、路線は異なる郊外を経由してオーバーンの駅と終着点の間を運行している。

## 駅施設
駅は都心側からクレムジグ駅、パラダイス駅、ティーツリープラザ駅の3駅で、全駅に一般道路との連絡道路が設けられており、一般道路を走るバス路線と接続している。また、バス停には屋根付の待合箇所 (Bus Shelter) が設けられ、路線図や時刻表などの案内や防犯カメラも整備されており、バイクロッカーや駐車場も整備されている。

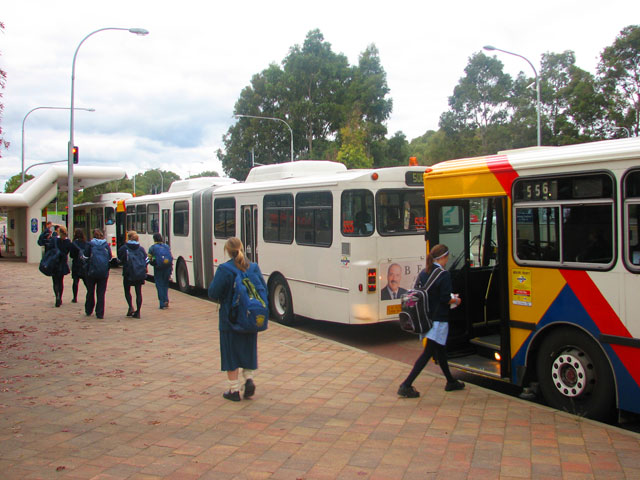
クレムジグ駅にてオーバーンのバスに乗り込む学生たち

クレムジグ駅はクレムジグの中心地から3 km離れた郊外にあるオーバーン最初の駅である。この駅は、アデレード市の外環状線を走るバスシステムである「サークルライン」との接続用に作られた。多くのバスシステムはクレムジグ駅を経由しているため、駅の容量が限界になっている。駅にはパークアンドライド用の駐車場が450台分ある。
パラダイス駅はパラダイスの中心地から6 km離れた郊外にあるオーバーン2番目の駅である。第2段階の工事が終わるまでは一般道からのバスが運行され、2つのエリアに合計875台分の駐車場があった。

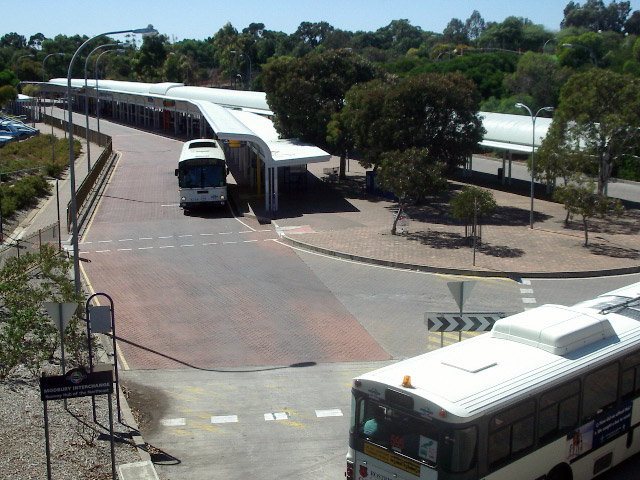
ティーツリープラザ駅

ティーツリープラザ駅はモッドベリーの中心部から12 kmの場所にあるオーバーンの終着駅である。当初の名称はモッドベリー駅であったが、1997年9月12日に現在の名称に改称された。ウェストフィールド・ティーツリープラザと接しており、オーバーンの中で最大規模の駅である。この駅からのバスサービスはエリザベスほどの遠い場所まで接続し、ゴールデングローブまで運行する。2013年の再開発期間中に複数の駐車場がつくられ、現在700台分の駐車場がある。

## 車輌

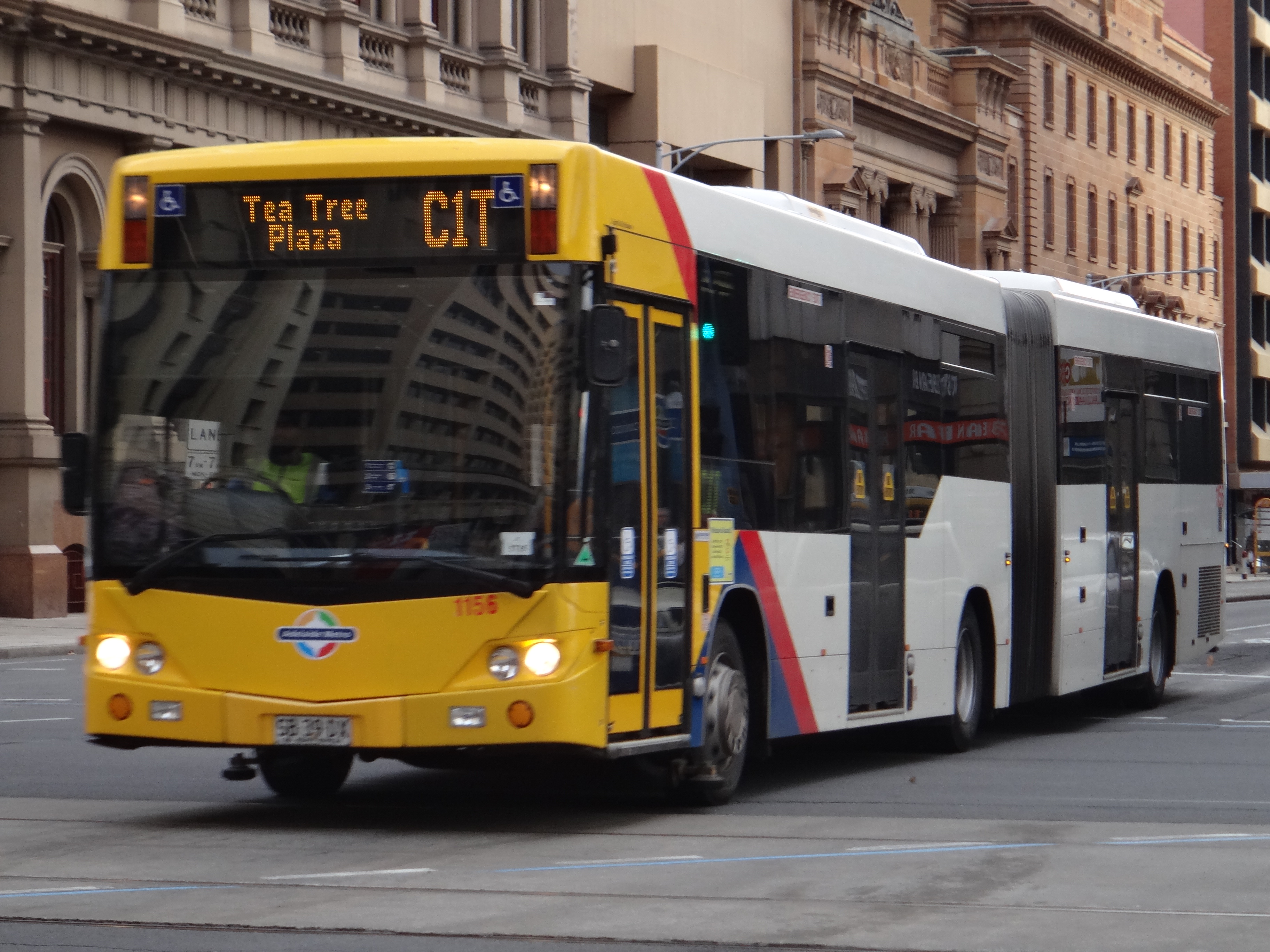
スカニア・K320UA型バス

オーバーンで初めて運用を開始したバスは、1985年に購入されたメルセデス・ベンツ製の41台の非連節式および51台の連節式のO305型であった。このバスは三菱自動車工業のクローベリーパーク工場にてオーバーン用に改造され、プレスト・メタル・コーポレーション・サウス・オーストラリアが車体を架装した。この製造費は当初の予算である9800万ドルに含まれていた。当初導入予定だったMAN製のSG280型・SL202型は後に導入された。メルセデス・ベンツO305型の最大耐久年の25年が近づくにつれて、2007年から代替車が導入されるようになった。このバスはスカニア製のK230UB型、K280UB型とK320UA型をつなげた低床バスであった。2015年4月からは、MAN・SL2021台とメルセデス・ベンツO405NH1台が組み合わさった低床バスも運行している。
故障した場合、「ダンボ(Dumbo)」と呼ばれる特別に設計された車両がオーバーンからバスを引き上げる。計画の初期段階では、全てのバスが牽引能力を持つように設計していたが、バスの運転手たちの労働組合に反対されたため、ダンボを導入した。走行中にタイヤがパンクした場合、補助タイヤの働きでバスが突飛に動くことを防ぎ、小さいアルミ製の内タイヤが支えることによって、最寄りの駅まで40 km/hで運行することが出来る。

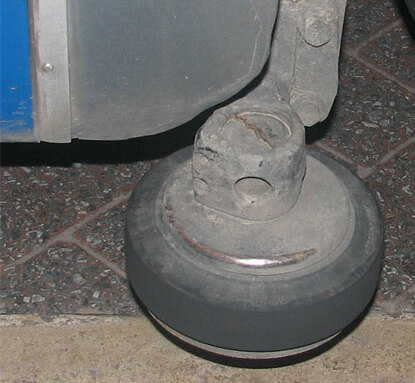
オーバーンの補助タイヤ

フロントホイールの前に突出している補助タイヤはバスがオーバーンを走行する上で最も重要な部分である。この補助タイヤはステアリング構造と直結しており、線路端のガイドにそって走ることによってバスを操縦している。この補助タイヤがあるため、オーバーン上を走行しているときに厳密に言えば運転手はステアリング・ホイールを操縦しなくても良いが、安全上運転手は常に状況に注意する必要がある。駅の前にあるランブルストリップスは、運転手に操縦する必要があることを認識させる。補助タイヤはこのシステムの中で最も繊細な部分であり、強い衝撃を加えると外れるように設計されている。そのため、オーバーンが開通する前に一般道を走る多くのバスに補助タイヤを付けて耐久性のテストをした。補助タイヤが何度も縁石に衝突したため、運転手は一般道でより慎重に運転しなければならなくなった。
アデレード・メトロによって運行されており、2015年には、平日で1日あたり約3万1000人を乗せた。

## 環境問題
以前のモッドベリー・フリーウェイの建設計画よりも、オーバーンの敷設計画が選ばれたのは、自動車依存社会からの脱却への期待があったからである。トレンズ・リニアパークが作られたトレンズ川沿いの渓谷の再開発に600万ドルが使用された。線路沿いには、美観や環境の向上、騒音低減を目的として、約15万本の樹木、植物、低木が植樹され、1997年に完了した。公園沿いに遊歩道やサイクリングコースが整備され、公共利用が促進された。トレンズ・リニアパークは「ゴミで埋め尽くされ、公共利用しがたい都市の排水路」と評されるほど悪化していたトレンズ川を再活性化した。環境に対する考慮から生まれたオーバーンは、線路沿いの並木が二酸化炭素を吸収することで、カーボンオフセットが行われている。オーバーンの線路は、近隣の住宅への騒音の影響を軽減するために、河岸近くの低地にあり、さらに深く掘り下げた位置に敷設されている。

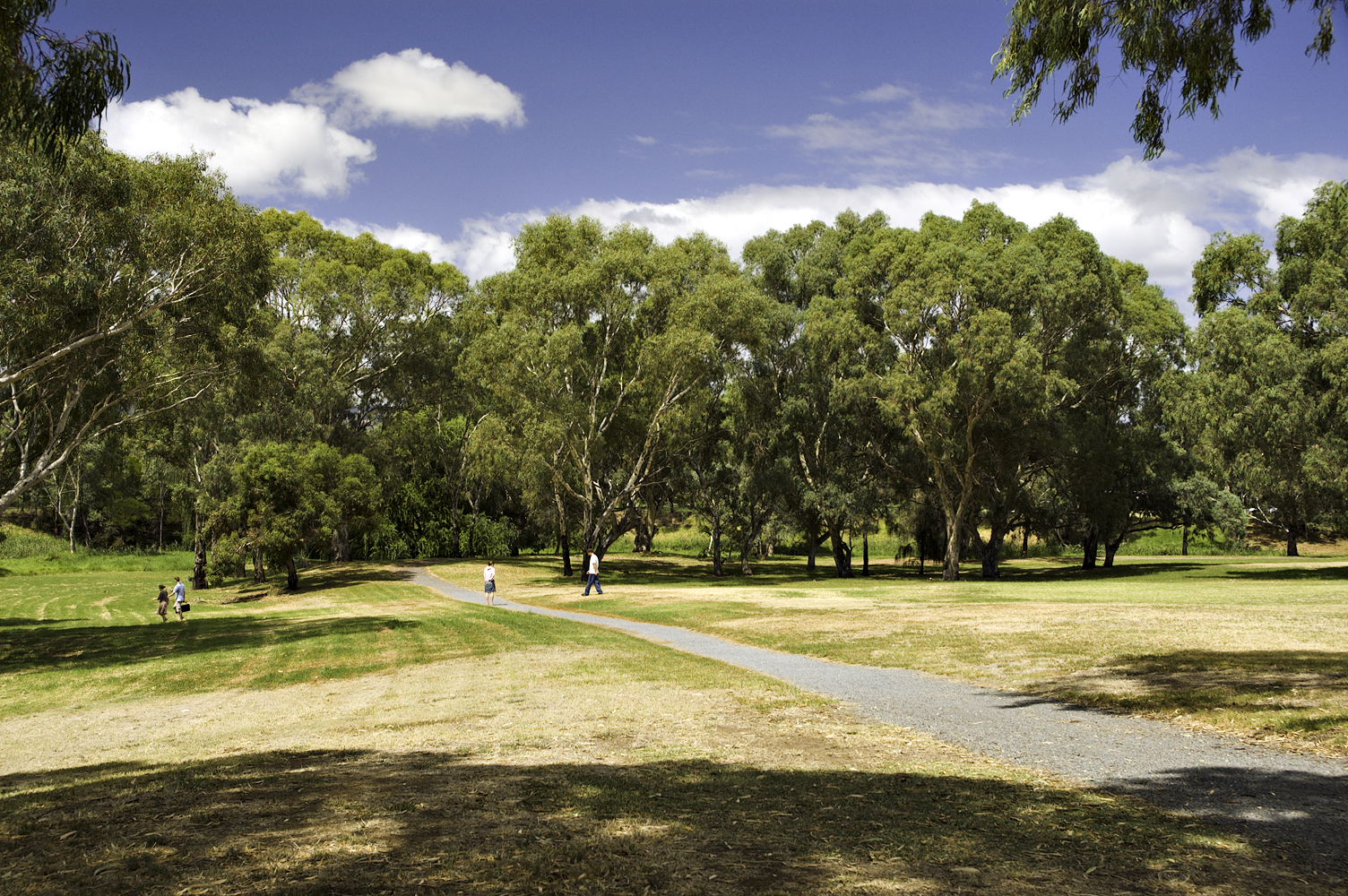
パラダイス駅近辺のリニアパーク

当初のバスはディーゼル燃料を使用していたが、このシステムはその他のエネルギーを利用するバスの走行も想定している。バイオディーゼル燃料と天然ガスを試験的に利用しており、アデレードを走るバスの20 %は圧縮天然ガス、48 %はB20燃料、残りの32 %はB5燃料を使用している。また、オーバーンの設計は、トロリーバスの架線の設置を可能にしている。